# مصطفى محمد عبد الغني العلمي
مصطفى محمد عبد الغني العلمي (1922 - 2 مايو 2007) أحد أبرز رجالات الاقتصاد الفلسطيني. ولد في البلدة القديمة في القدس عام 1922، وتعلم في مدارسها وفي الكلية العربية التي خرجت عدداً من أبرز الشخصيات الفلسطينية. ثم التحق بالكلية الأمريكية في صيدا بلبنان لكنه قطع دراسته ليعمل مع والده في تجارة الحبوب.
في أربعينات القرن العشرين كان مصطفى العلمي عضواً ومؤسساً في مجلس إدارة بنك الأمة (الفلسطيني) والذي أسسه أحمد حلمي عبد الباقي. وبعد نكبة عام 1948 شارك مع عدد من أبناء القدس في إعادة بناء اقتصاد المدينة عبر تأسيس عدد من شركات المساهمة العامة مثل شركة كهرباء القدس وشركة الفنادق العربية (الأمبسادور). وقد كان عضواً في أول مجلس إدارة لهذه الشركات وخدم بها لأكثر من عقد من الزمان.
عام 1964 تمكن بالتعاون مع عدد من رجال الأعمال الفلسطينيين من تأسيس شركة سجاير القدس والتي عمل فيها على مدى أربعة عقود رئيساً لمجلس إدارتها ومديرها العام.
في تسعينات القرن العشرين أسس شركة المستثمرون العرب في القدس، وشركة الرعاية العربية للخدمات الطبية في رام الله وكان رئيساً لمجلس إدارة كل منهما.
توفي في 2 مايو 2007 وصلي عليه في المسجد الأقصى في اليوم التالي قبل أن يوارى الثرى في مقبرة باب الساهرة.

## وصلات خارجية
- موقع سوق فلسطين للأوراق المالية والذي يضم عدداً من شركات مصطفى محمد عبد الغني العلمي
- شركة كهرباء محافظة القدس
- شركة سجاير القدس